# The Earth Is...
The Earth Is... è l'undicesimo album in studio del gruppo rock australiano Air Supply, pubblicato nel 1991.

## Tracce
1. Stronger Than the Night – 4:15
2. Without You – 4:36
3. The Earth Is – 4:30
4. She's Got the Answer – 5:45
5. Stop the Tears – 4:14
6. Dame Amor – 6:15
7. Love Conquers Time – 5:01
8. Dancing with the Mountain – 6:13
9. Bread and Blood – 4:38